# Никита Готски
Свети Никита Готски је хришћански светац.
По црквеном предању, Никита је био Гот и ученик епископа Теофила Готског. Када је готски вођа Атанарих 369. године отпочео прогоне хришћана, Никита му се успротивио и због тога је био мучен, а потом погубљен 372. године. По предању бачен је у ватру. Његов друг Маријан пренео је Никитине мошти у киликијски град Мопсуест, где је саградио цркву посвећену овом свецу. Православна црква га слави 15. септембра.
У хришћанској историји познато је више мученика који су се звали Никита, али је једино Никита Готски уживао култ значајнијих размера. По црквеном предању, рука великомученика Никите чува се у манастиру Високи Дечани. Позната је исто фреска три светих ратника у манастиру Манасији, један од три светих ратника је свети Никита (са сабљом у руци).